# Mandula (anatómia)

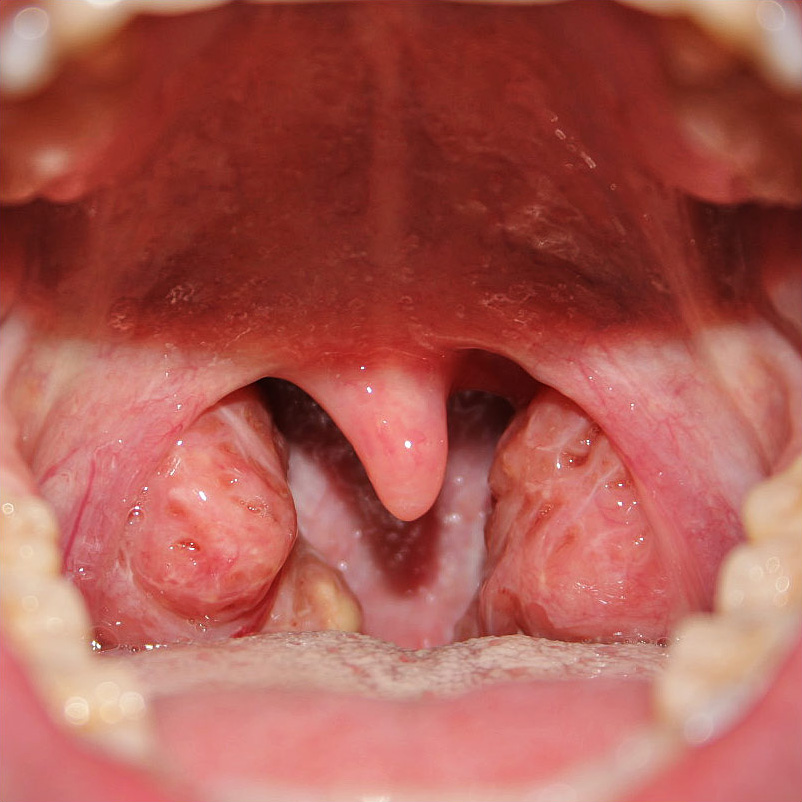
A torokmandulák.

Mandula (tonsilla) több, nyirokszövetből (lymphoepithelialis szövet) álló képződmény neve az emberben és egyes emlősökben.
A mandulák az immunrendszer részeként működnek, a feltételezések szerint segítenek a szervezet felső légúti fertőzések ellen való küzdelmében. Általában nyálkahártyán elhelyezkedő nyiroktüszőhalmazok. A mandulák felszínét hám borítja, melyről lacunák (mély járatok) nyúlnak be a nyirokszerv belseje felé.
A nyirokcsomókkal ellentétben a mandulákban csak kilépő nyirokerek találhatók.

## Feladatai
- Kontrollált és védett érintkezési helyeket képeznek a kórokozókkal és antigénekkel teli külvilággal („fiziológiás sebek”), immunológiai információk szerzése céljából.
- Részt vesznek a limfocita-képzésben és a specifikus antitestek képzésében.
- Fontos szerepük van az aktuálisan immunstimulált limfociták kiválasztásában a szájüregbe és az ahhoz csatlakozó emésztőrendszerbe.
- Immunaktivált limfocitákat képeznek és adnak le a vér- és nyirokkeringésbe. Tájékoztatják az immunrendszert a szervezet határfelületén kialakult aktuális antigénhelyzetről.

## Fajtái
A következő mandulák ismeretesek: 
1. nyelvmandula vagy nyelvgyöki mandula (tonsilla lingualis) – páratlan szerv
2. páros szájpadlási mandula vagy szájpadmandula (tonsilla palatina) – páros szerv, ezeket nevezik közönségesen torokmanduláknak
3. orrmandula vagy garatmandula (tonsilla pharyngea) – páratlan szerv
4. fülkürti mandula (tonsilla tubaria) – páros szerv
5. féregnyúlvány (appendix)

Illetve:
- középső szájpadlási mandula (tonsilla veli palatini) (lóban, sertésfélékben)
- gégefedő oldalsó mandulája (tonsilla paraepiglottica) (házi juhban, kecskében, sertésben, macskában)

Az emberben található főbb mandulák anatómiai jellemzése, fölülről lefelé haladva:
| Név                                                        | Hámszövettípus                     | Tok                  | Kripták   | Hely                                                                                 |
| ---------------------------------------------------------- | ---------------------------------- | -------------------- | --------- | ------------------------------------------------------------------------------------ |
| Orrmandula (adenoid vagy tonsilla pharyngea)               | több magsoros csillós hengerhám    | Részlegesen tokozott | Nincsenek | az orrgarat boltozatán, a két fülkürt nyílása között, a hátsó falon                  |
| Torok- vagy páros szájpadlási mandulák (tonsilla palatina) | többrétegű el nem szarusodó laphám | Részlegesen tokozott | Vannak    | a garatszoros két oldalfalán (fauces) az elülső és a hátulsó szájpadlási ívek között |
| Nyelvgyöki mandula (tonsilla lingualis)                    | többrétegű el nem szarusodó laphám | Részlegesen tokozott | Vannak    | a nyelvgyök mögött                                                                   |

Összefoglaló néven a garatszoros tájékán elhelyeződő nyirokszöveteket Waldeyer-féle lymphatikus torokgyűrűnek vagy egyszerűen Waldeyer-gyűrűnek (anulus lymphaticus Waldeyeri) nevezik, Heinrich Wilhelm Gottfried von Waldeyer-Hartz német anatómusról. A gyűrűhöz tartoznak még az oldalsó garatkötegek (plicae tubopharyngicae), melyek az orrgaratban és a garatban nagyjából függőlegesen húzódnak, a garat oldalsó és hátsó falának találkozásánál.

## Fordítás
- Ez a szócikk részben vagy egészben  a   Tonsil című angol Wikipédia-szócikk ezen változatának fordításán alapul.  Az eredeti cikk szerkesztőit annak laptörténete sorolja fel. Ez a jelzés csupán a megfogalmazás eredetét és a szerzői jogokat jelzi, nem szolgál a cikkben szereplő információk forrásmegjelöléseként.